# Hymenopenaeus nereus
Hymenopenaeus nereus är en kräftdjursart som först beskrevs av Faxon 1893.  Hymenopenaeus nereus ingår i släktet Hymenopenaeus och familjen Solenoceridae. Inga underarter finns listade i Catalogue of Life.